# 비치그로브 (테네시주 다이어군)
비치 그로브(Beech Grove)는 미국 테네시주 다이어 카운티에 소재한 농촌 촌락형 군현급 소도시이다.
마을 이름은 마을 부지 근처에 너도밤나무(beech tree)가 있어 붙여진 이름이다.